# Victoraș Astafei
Victor Astafei (n. 6 iulie 1987, Târgu Mureș, România) este un jucător român de fotbal care evoluează pentru clubul Unirea Ungheni. El evoluează pe postul de mijlocaș ofensiv și este un produs al clubului ASA Târgu Mureș.